# Chionaema pitana
Chionaema pitana là một loài bướm đêm thuộc phân họ Arctiinae, họ Erebidae.